# 10,5-cm-Schnelladekanone C/32

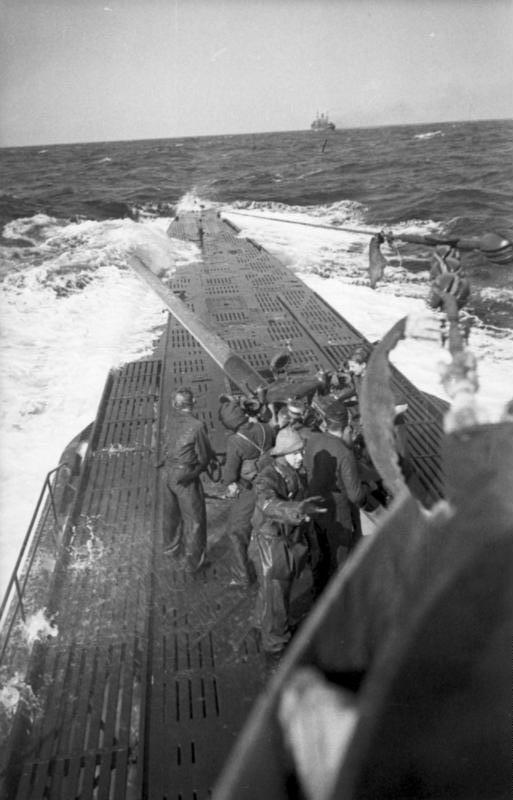
10,5 cm SK C/32 auf U 123 (Typ IX B).

Die 10,5-cm-Schnelladekanone C/32 (kurz: 10,5-cm-SK C/32) war ein Schiffsgeschütz der deutschen Kriegsmarine, welches im Zweiten Weltkrieg auf Kriegsschiffen und als Küstenartillerie zum Einsatz kam.

## Technische Daten
Die 10,5-cm-SK C/32 wurde ursprünglich als reine Überwasserwaffe konzipiert. Spätere Lafetten boten jedoch die Möglichkeit, die Kanone auch als Flugabwehrwaffe nutzen zu können. Für U-Boote gab es eine spezielle Version des Geschützes und der Lafette. Die ersten Ausführungen der SK C/32 waren ein Monoblocktyp mit Rohr, Mantel und Verschlussstück. Spätere Versionen besaßen ein leichteres, zweiteiliges Rohr, welches als 10,5-cm-SK C/32ns bezeichnet wurde. Das Geschütz ohne Lafette hatte ein Gewicht von 1,58 t und eine Rohrlänge von 4,40 m. 15 Patronen konnten in der Minute abgeschossen werden. 4100 Patronen konnten insgesamt verschossen werden, bevor das Rohr getauscht werden musste. Die Reichweite bei 44,4° betrug 15,1 km und bei 80° konnte eine Höhe von 10,3 km erreicht werden. Die Mündungsgeschwindigkeit betrug 785 m/s.
Viele ältere Geschütze vom Typ 10,5-cm-SK L/45 aus dem Ersten Weltkrieg wurden in den späten 1930er und frühen 1940er Jahren so umgebaut, dass sie dieselbe Munition wie die SK C/32 verwenden konnten. Solch modifizierte Geschütze erhielten den Namen 10,5-cm-Sk L/45 (n. R.) (nachgebohrte Rohre).

### Munition
- Geschosse
  - Sprenggranate – Sprgr. Patr. zu 24,2 kg
  - Leuchtgranate – Lg. Patr. zu 22,7 kg
  - Anti-Schiffs-Geschoss (ASP) zu 24,4 kg (Norwegen)

### Lafetten
- Mittelpivot-Lafette – MPL C/30: −9° bis +80° bei 6,91 t (alt)
- Mittelpivot-Lafette – MPL C/32: −10° bis +50° bei 6,48 t
- Mittelpivot-Lafette – MPL C/32 g. E. (große Erhöhung): −10° bis +70° bei 6,75 t
- U-Boot Lafette – Ubts L C/32: −10° bis +35° bei 4,97 t
- U-Boot Lafette – Ubts L C/36: −10° bis +30° bei 4,60 t

## Einsatz

### Schiffsgeschütze

#### Deutsches Reich
Die 10,5-cm-Schnelladekanone C/32 wurde zur Bewaffnung fast aller Torpedoboote und kleinerer Schiffe verwendet, welche zwischen 1936 und 1945 gebaut wurden.
- Kreuzer

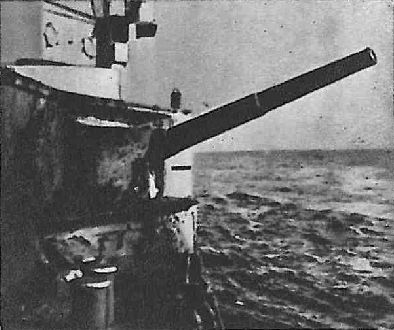
10,5 cm SK C/32 auf der Schlesien.

  - Emden (ab 1944: drei Geschütze auf MPL C/32gE-Lafette)
- Minenleger
  - Brummer (ab 1943: drei Geschütze)
- Minensuchboote
  - Minensuchboot 1935 (zwei Geschütze auf MPL C/32-Lafette (69 Boote))
  - Minensuchboot 1940 (ein bis zwei Geschütze auf MPL C/32gE-Lafette (131 Boote))
  - Minensuchboot 1943 (zwei Geschütze auf MPL C/32gE-Lafette (49 Boote))
- Schnellboot-Begleitschiff
  - Tanga (zwei Geschütze)
  - Carl Peters (zwei Geschütze)
- Schulschiffe
  - Schlesien (sechs Geschütze auf MPL C/32gE-Lafette)
  - Schleswig-Holstein (sechs Geschütze auf MPL C/32gE-Lafette)
  - Brummer (ein Geschütz auf Position 2)
- Tender
  - Hela (zwei Geschütze)
- Torpedoboote
  - Torpedoboot 1935 (ein Geschütz auf MPL C/32-Lafette (12 Boote))
  - Torpedoboot 1937 (ein Geschütz auf MPL C/32-Lafette (9 Boote))
  - Flottentorpedoboot 1939 (vier Geschütze auf MPL C/32gE-Lafette (15 Boote))[2]
  - Flottentorpedoboot 1941 (vier Geschütze auf MPL C/32gE-Lafette (geplant))[3]
- U-Boot-Begleitschiff
  - Wilhelm-Bauer-Klasse (zwei Geschütze (3 Schiffe))

Weiterhin wurde die 10,5-cm-SK C/32 standardmäßig auf einigen U-Booten montiert. Hierbei verwendete man auf den U-Booten Typ I und den frühen Typ IX die Ubts LC/32-Lafette mit 5 t Gewicht. Spätere Typ IX und XB U-Boote hatten die leichtere Ubts LC/36 Lafette. Auf den U-Booten dienten die Geschütze in den ersten Kriegsjahren dazu, einzeln fahrende Handelsschiffe zur Aufgabe zu zwingen oder durch Torpedos beschädigte Schiffe zu versenken.
- Typ I (ein Geschütz auf Ubts. LC/32-Lafette)
- Typ IX (ein Geschütz auf Ubts. LC/32-Lafette, später Ubts. LC/36-Lafette)
- Typ X (ein Geschütz auf Ubts. LC/36-Lafette)

Einige dieser Geschütze wurden später von den U-Booten entfernt und auf Minensuchboote des Typs 40 montiert, nachdem sich ungeschützte Deckgeschütze im Einsatz gegen defensiv ausgerüstete Handelsschiffe und begleitete Handelskonvois als unpraktisch erwiesen.

#### Rumänien
Die Rumänische Marine rüstete den Minenleger Amiral Murgescu und das U-Boot Marsuinul mit der 10,5-cm-SK C/32 aus.
- Amiral Murgescu (Hauptbewaffnung aus je zwei Geschützen)
- Marsuinul (ein Geschütz)

#### Spanien
1940 verkaufte das Deutsche Reich einige Geschütze nach Spanien.
- Almirante Cervera (Kreuzer, vier Geschütze zur Flugabwehr)
- Eolo-Klasse (vier Geschütze (zwei Minensuchboote))
- José Canalejas (Kanonenboot, ab 1940: vier Geschütze)

### Küstenartillerie

#### Finnland

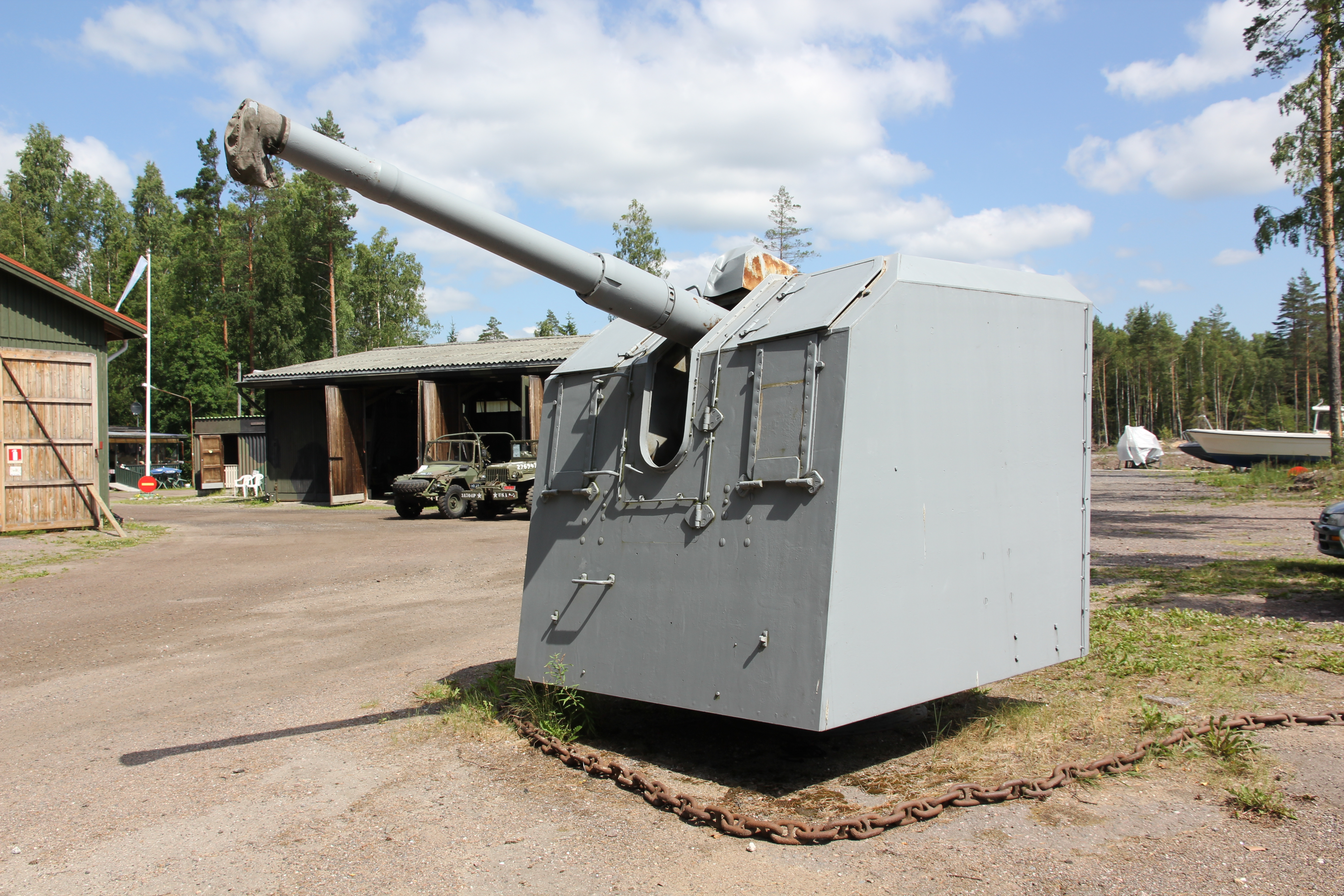
Finnische 105/45 32 LT im Museo Torpin Tykit

Im Jahr 1942 wurden einige SK C/32 als Waffenhilfe nach Finnland gebracht. Dort baute sie die finnische Armee als Küstenbatterien in befestigte Unterstände oder Einzelstehend ein. Die finnische Bezeichnung der Geschütze lautete 105/45-R, später 105/45 32 LT.

#### Norwegen
Einige Geschütze wurden 1980 von der norwegischen Firma Nammo Raufoss AS so umgebaut, dass sie von Norwegen bis ins Jahr 2002 als Küstenschutzartillerie eingesetzt werden konnten. Dazu stellte die Firma von 1986 bis 1988 ein Anti-Schiffs-Geschoss (ASP) her, welches speziell für die Küstenverteidigung entwickelt wurde. Das Geschoss hatte die gleichen ballistischen Eigenschaften wie die deutschen Geschosse, jedoch wurde die Brandwirkung erhöht.